# Aniliniumchlorid
Aniliniumchlorid ist eine chemische Verbindung mit der Summenformel C6H8ClN und das wichtigste Salz des Anilins.

## Gewinnung und Darstellung
Aniliniumchlorid kann durch Reaktion von Anilin und Salzsäure gewonnen werden.

## Eigenschaften
Aniliniumchlorid ist ein brennbarer, schwer entzündbarer, als Blättchen oder Nadeln vorliegender weißer Feststoff, der leicht löslich in Wasser ist. In wässriger Lösung ist Aniliniumchlorid weitgehend hydrolytisch gespalten. Er besitzt eine monokline Kristallstruktur mit der Raumgruppe Cc (Raumgruppen-Nr. 9).

## Verwendung
Aniliniumchlorid wird bei Synthesen häufig anstelle des Anilins eingesetzt, z. B. bei der Herstellung von Phenylisocyanat aus Anilin und Phosgen, sowie zur Synthese verschiedener Anilinzwischenprodukte und von Farbstoffen.